# James G. Clinton
Pour les articles homonymes, voir Clinton.
James Graham Clinton (2 janvier 1804 - 18 mai 1849) est un juriste et homme politique américain. Il a été membre de la Chambre des représentants des États-Unis.
Il est le demi-frère de DeWitt Clinton (1769-1828), et neveu de George Clinton (1739–1812), vice-président des États-Unis et gouverneur de New York.
Il a été élu en tant que démocrate entre 1841 et 1845. Il ne s'est pas représenté pour sa réélection, son successeur en tant que représentant est Hamilton Fish. Il meurt en 1849 à New York.